# Millbank

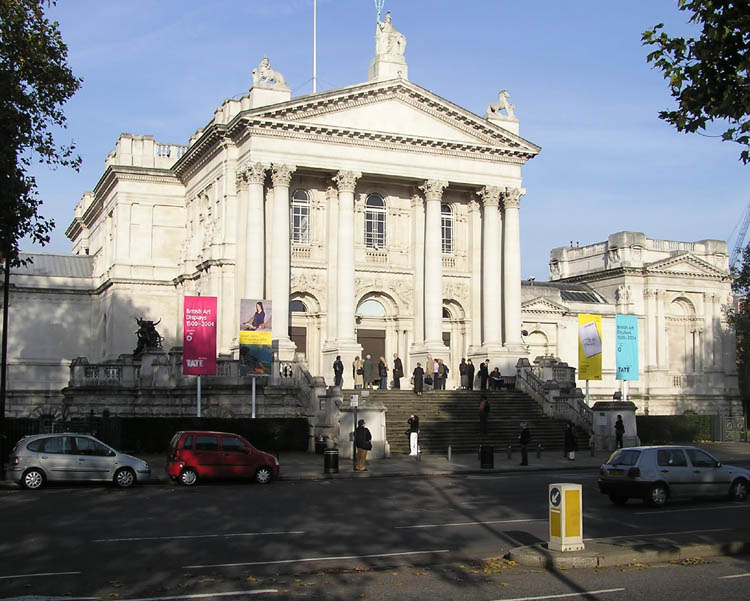
La Tate Britain, a Millbank

Millbank és un barri del districte de Ciutat de Westminster de Londres, Anglaterra (Regne Unit). Està a la vora del riu Tàmesi, a l'oest de Pimlico i al sud de Westminster. El nom d'aquesta zona prové d'un molí que devia ser prop de l'Abadia de Westminster. Fins al segle xix, aquesta zona estava dominada per la Millbank Prison, usada en les deportacions de presoners a les colònies britàniques.
La major part de l'aparença d'aquesta zona data de 1930, quan va ser reconstruïda per a reparar els danys causats per les inundacions de 1928. Millbank és també el nom del principal carrer de la riba nord del riu Tàmesi, estenent-se des de Vauxhall Bridge Road fins a Abingdon Street, fins al sud de Parliament Square.
S'hi troba el Chelsea College of Arts, facultat de la Universitat de les Arts de Londres, institució dedicada a les arts i al disseny reconeguda a nivell internacional.